# Cerodontha sasae
Cerodontha sasae este o specie de muște din genul Cerodontha, familia Agromyzidae. A fost descrisă pentru prima dată de Mitsuhiro Sasakawa în anul 1961. Conform Catalogue of Life specia Cerodontha sasae nu are subspecii cunoscute.